# 联合民族大会党
联合民族大会党（缩写为UNC）是特立尼达和多巴哥的一个中間偏左政党。该党成立于1989年，创始人是巴斯德奥·潘戴。1995年，它成為執政黨。在2000年大选中，該黨赢得议会绝对多数席位。2001年，党内分裂导致該黨失去议会多数席位，並成為在野黨。